# L'Étalon noir (bande dessinée)
Pour les articles homonymes, voir L'Étalon noir (homonymie).
L’Étalon noir est une série de bandes dessinées jeunesse sur un scénario de Robert Génin et un dessin de Michel Faure, parue dans le Journal de Mickey et publiée chez Hachette.

## Synopsis
D'après la série de romans pour la jeunesse L'Étalon noir, de Walter Farley.